# Безродний Артем Анатолійович
Артем Анатолійович Безродний (рос. Артём Анатольевич Безродный, 10 лютого 1979, Суми, СРСР — 13 вересня 2016, Суми) — російський футболіст, півзахисник.
Насамперед відомий виступами за клуб «Спартак» (Москва). Зіграв 26 хвилин в матчі проти Андорри за національну збірну Росії, а також 6 матчів за Молодіжну збірну Росії. Останнім часом виступав за сумський клуб «Кобра».

## Клубна кар'єра
Вихованець сумського, а згодом луганського футболу. 1996 року, у 16-річному віці, перебрався до Росії, прийнявши запрошення від московського «Спартака». Провів 42 матчі за другу команду московського клубу, а вже 1997 року дебютував в іграх за основну команду.
Того ж року уклав контракт з німецьким клубом «Баєр 04», в якому перебував до 1998. Відіграв 8 матчів за команду дублерів леверкузенського клубу, в основній команді так і не дебютував, спочатку через травму, а згодом через тривалу дискваліфікацію та конфлікт з тренером.
1998 року повернувся «Спартака», знову виступав за другу команду, а протягом 1999—2003 років провів 73 гри за основну спартаківську команду.
Залишивши «червоно-білих» у 2003, тривалий час не міг знайти варіанти продовження кар'єри. 2005 нарешті уклав контракт з азербайджанським клубом «МКТ-Араз». Втім, провівши за клуб з Імішлі лише чотири гри, залишив клуб. В подальшому на професійному рівні не грав.
Після цього повернувся на батьківщину, де залікував хронічні травми і почав грати у футбол на аматорському рівні.

## Виступи за збірну
У 1999 році зіграв у складі національної збірної Росії у матчі проти команди Андорри.
| Дата       | Місто            | Господарі | Результат | Гості | Турнір            | Голи | Примітки |
| ---------- | ---------------- | --------- | --------- | ----- | ----------------- | ---- | -------- |
| 08/09/1999 | Андорра-ла-Велья | Андорра   | 1 – 2     | Росія | Відбір до ЧЄ 2000 | -    | 65'      |
| Усього     |                  | Матчів    | 1         |       | Голів             | 0    |          |

## Досягнення

### Командні
«Спартак» (Москва)
- Чемпіон Росії (4): 1996, 1999, 2000, 2001
- Бронзовий призер чемпіонату Росії: 2002
- Володар Кубка Росії: 2002/2003

«Автолюкс» (Суми)
- Срібний призер чемпіонату Сумської області: 2009

«Велетень» (Глухів)
- Володар Кубка Сумської області: 2013

«Спартак-Сумбуд» (Суми)
- Бронзовий призер чемпіонату Сумської області: 2014

### Особисті
- Найкращий півзахисник України серед юнаків: 1994
- У списках 33-х найкращих футболістів Росії (2): № 3 — 1999, 2000

## Смерть
Помер у віці 37 років, імовірно через серцевий напад під час пробіжки .